# Лужницький Григорій Леонідович
Гри́горій Леонідович Лужни́цький (27 серпня 1903, с. Сороцьке (за іншими даними — м. Львів), нині Теребовлянського району Тернопільської області — 3 березня 1990, м. Циннемінсон, Нью-Джерсі, США) — український вчений, поет, драматург, театральний критик, історик театру, театрознавець. Син о. Леоніда Лужницького.

## Життєпис
Вчився до приходу царських військ до Львова (1915) в Академічній ґімназії, згодом приватно. В травні 1921 р. записався на студії в Українському Тайному Університеті, а в 1922 р. став засновником і членом Товариства українських католицьких письменників «Логос» та членом видавництва цієї ж назви і самостійним видавцем бібліотеки зі світової літератури під назвою «Меріяма». В Тайному Університеті Лужницький слухав виклади таких корифеїв української науки, як: Василь Щурат, Іван Белей, Кирило Студинський та Мирон Кордуба.
У березні 1922 р. Лужницький виїхав до Ґрацу на дальші студії в університеті ім. Карла Франца, а згодом перенісся по Праги, де завершив студії докторантом із «landabilem legitimus» 21 червня 1926 р. Тема його дисертації «Розвій української лірики 19-го століття».
З 1927—1931 р. працював редактором журналу «Поступ», який був у той час місячником літератури і життя.
Згодом Лужницький став молодшим співробітником Академії Наук, в мережу якої включено НТШ, а всі його члени стали її співробітниками. Членом НТШ Лужницький став ще в 1927 році. Ректор Львівського університету Кирило Студинський призначив Лужницького своїм асистентом, а Михайло Возняк — членом літературознавчої секції як спеціаліста у справах театру.
У серпні 1944 року Лужницький із родиною виїхав до Турки над Стриєм, а звідти — до Ґрацу. Як колишній студент університету, він мав змогу там працювати і 1945 року його призначено асистентом професора Фелікса Шмідта, керівника слов'янського відділу університету. У Ґрасі Лужницький отримує ступінь доктора габілітованого за працю Die Entstehung des ukrainischen Theatres і розпочинає викладацьку діяльність.
В кінці 1949 р. Лужницький переїхав із дружиною та дітьми до Філадельфії, де з 1959 по 1965 року був професором-гостем в Пенсильванському університеті, служив теж керівником Народного університету, продеканом факультету літератури УТГІ з Мюнхену (філія в Нью-Йорку). З Володимиром Дорошенком (1879—1985) та Данилом Богачевським (1890—1985) заснував Осередок Праці НТШ у Філадельфії.

## Творчий доробок
Автор п'єс: «Голгофа» (1934), «Камо грядеші» (1934), «Ой, Морозе, Морозенку!», «Посол до Бога» (1935), «Дума про Нечая» (1936);
прозових творів: «Кімната з одним входом» (1930), «Гало, гало, напад на банк» (1935), «Товариші усміху» (1938), «0-313» (1950), «Генерал В» (1951);
збірки нарисів: «Чорний сніг» (1928);
збірки віршів: «Вечірні смутки» (1924);
наукових праць: «Нарис сучасної галицької поезії» (1925), «Українська література в рамках світової літератури» (1961 англ. мовою)
та інших.

### Драматичні твори
- Ой, Морозе, Морозенку
- Ой, зійшла зоря над Почаєвом
- Слово про Ігорів похід
- Дума про Нечая
- Гоглога
- Камо грядеши?
- Лицарі ночі
- Муравлі
- Посол до Бога
- Жабуриння
- Подружжня у двох помешканнях

### Наукові праці
- Історія українського театру
- Христос як герой у візантійських і східнослов'янських літургічних містеріях
- Літургійний театр в Україні
- Літургійні елементи в історії українського театру
- Театрально-соціологічні елементи в драматичній творчості Івана Франка
- Іван Франко про завдання і цілі театру